# Stéphane Nater
Stéphane Houcine Nater (arab. بلال محسني, ur. 20 stycznia 1984 w Troyes) – tunezyjski piłkarz grający na pozycji defensywnego pomocnika. Od 2014 jest zawodnikiem klubu Club Africain Tunis.

## Kariera klubowa
Swoją karierę piłkarską Nater rozpoczął w szwajcarskim klubie FC Chur 97. W sezonie 2004/2005 zadebiutował w jego barwach w 1. Liga Promotion. W 2007 roku odszedł do innego klubu z tej ligi, GC Biaschesi, w którym spędził rok. W 2008 roku został zawodnikiem FC Schaffhausen, w którym grał przez dwa lata w Swiss Challenge League. Latem 2010 przeszedł do Servette FC, w którym zadebiutował 25 lipca 2010 w zwycięskim 4:1 wyjazdowym meczu z FC Vaduz. W sezonie 2010/2011 wywalczył z Servette awans do Swiss Super League. W Servette grał również w sezonie 2011/2012.
W 2012 roku Nater został zawodnikiem FC Sankt Gallen. Swój debiut w nim zaliczył 15 lipca 2012 w zremisowanym 1:1 domowym meczu z BSC Young Boys. W Sankt Gallen grał przez dwa sezony.
Latem 2014 roku Nater przeszedł do tunezyjskiego Club Africain Tunis. Swój debiut w nim zanotował 14 sierpnia 2014 w wygranym 1:0 wyjazdowym meczu z ES Métlaoui. W sezonie 2014/2015 wywalczył z Club Africain swoje pierwsze w karierze mistrzostwo kraju.
| Sezon   | Klub                | Kraj       | Rozgrywki         | Mecze | Gole |
| ------- | ------------------- | ---------- | ----------------- | ----- | ---- |
| 2004/05 | FC Chur 97          | Szwajcaria | 1. Liga Promotion | ?     | ?    |
| 2005/06 | FC Chur 97          | Szwajcaria | 1. Liga Classic   | ?     | ?    |
| 2006/07 | FC Chur 97          | Szwajcaria | 1. Liga Promotion | 27    | 1    |
| 2007/08 | GC Biaschesi        | Szwajcaria | 1. Liga Promotion | 26    | 0    |
| 2008/09 | FC Schaffhausen     | Szwajcaria | Challenge League  | 27    | 0    |
| 2009/10 | FC Schaffhausen     | Szwajcaria | Challenge League  | 26    | 0    |
| 2010/11 | Servette FC         | Szwajcaria | Challenge League  | 21    | 2    |
| 2011/12 | Servette FC         | Szwajcaria | Super League      | 26    | 2    |
| 2012/13 | FC Sankt Gallen     | Szwajcaria | Super League      | 33    | 0    |
| 2013/14 | FC Sankt Gallen     | Szwajcaria | Super League      | 30    | 1    |
| 2014/15 | Club Africain Tunis | Tunezja    | CLP-1             | 30    | 1    |
| 2015/16 | Club Africain Tunis | Tunezja    | CLP-1             |       |      |

## Kariera reprezentacyjna
W reprezentacji Tunezji Nater zadebiutował 5 marca 2014 w zremisowanym 1:1 towarzyskim meczu z Kolumbią, rozegranym w Cornellà de Llobregat. W 2015 roku został powołany do kadry na Puchar Narodów Afryki 2015. Na tym turnieju rozegrał dwa mecze: z Republiką Zielonego Przylądka (1:1) i z Demokratyczną Republiką Konga.